# Luka Krajnc
Luka Krajnc (* 19. September 1994 in Ptuj) ist ein slowenischer Fußballspieler. Der Innenverteidiger steht aktuell bei US Catanzaro 1929 unter Vertrag.

## Karriere

### Verein
Krajnc begann seine Karriere beim slowenischen Fußballklub NK Maribor. Beim 2:0-Erfolg am 29. Mai 2011 gegen den NK Domzale gab er sein Profi-Debüt und gewann anschließend die nationale Meisterschaft. Er ist mit 16 Jahren und 5 Monaten der jüngste Spieler in der Geschichte Maribors. Im Alter von 16 Jahren wechselte er ins Ausland zum CFC Genua. Am 27. Dezember 2012 debütierte er im Spiel gegen Inter Mailand in der Serie A und wurde mit 18 Jahren zum jüngsten slowenischen Spieler der Liga. Zur Saison 2013/14 wurde er für zwei Spielzeiten an den AC Cesena verliehen. Gegen den FC Carpi erzielte er am 22. Februar 2014 sein erstes Tor im Profifußball. Zur Saison 2015/16 wechselte er fest zu Cagliari Calcio in die Serie B. Zur Saison 2016/17 wurde er für ein halbes Jahr an Sampdoria Genua ausgeliehen, kam dort jedoch zu keinem Ligaeinsatz. Anfang des Jahres 2017 wechselte er auf Leihbasis zu Frosinone Calcio. Nach einer Leihsaison verpflichtete Frosinone Krajnc fest von Cagliari. Zur Saison 2020/21 wurde er an den deutschen Zweitligisten Fortuna Düsseldorf ausgeliehen. Er bestritt sein erstes Zweitligaspiel am 4. Oktober 2020 gegen Holstein Kiel. Am 11. Spieltag gelang ihm am 13. Dezember sein erstes Tor für Fortuna Düsseldorf beim 2:1-Sieg im Spiel gegen den Karlsruher SC. Zur Saison 2021/2022 kehrte er kurzzeitig zu Frosinone Calcio zurück, wechselte dann aber erneut in die deutsche 2. Bundesliga. Bei Hannover 96 unterschrieb Krajnc einen Dreijahresvertrag. Hier absolvierte er 20 Zweitligaspiele in der ersten Saison für die Niedersachsen und kam zwei Mal im DFB-Pokal zum Einsatz.
Ende August 2023 wechselte er zurück nach Italien zu US Catanzaro 1929 in die Serie B.

### Nationalmannschaft
Von 2010 bis 2016 absolvierte der Innenverteidigerinsgesamt 45 Partien für diverse slowenische Jugendauswahlen und erzielte dabei drei Treffer. Am 30. März 2015 debütierte Kranjc dann auch für die slowenische A-Nationalmannschaft im Testspiel gegen Katar. Er wurde bei der 0:1-Niederlage in der 65. Minute für Dominic Maroh eingewechselt. Bis zum Oktober 2018 folgten dann noch drei weitere Einsätze, seitdem wurde er nicht mehr nominiert.

## Erfolge
- Slowenischer Meister: 2011